# Temnothorax atomus
Temnothorax atomus is een mierensoort uit de onderfamilie van de Myrmicinae. De wetenschappelijke naam van de soort is voor het eerst geldig gepubliceerd in 1997 door Cagniant & Espadaler.